# Loin de ce monde
Loin de ce monde (Out of This World) est une série télévisée américaine en 96 épisodes de 22 minutes, créée par Steven Kunes et diffusée entre le 17 septembre 1987 et le 25 mai 1991 en syndication.
En France, la série a été diffusée dans La Une est à vous du 10 septembre 1988 au 12 octobre 1991, puis de juillet 1992 à août 1992 sur TF1. Rediffusion de novembre 1994 au 10 novembre 1996 sur M6.

## Synopsis
Cette série met en scène Evie Ethel Garland, une jeune fille qui découvre pour son treizième anniversaire, que son père est un extraterrestre -du nom de Troy- qui vient de la planète Antareus. Il a épousé sa mère terrestre et "la fusion de vie" a créé Evie. La jeune fille, moitié extra-terrestre moitié humaine, a des capacités surnaturelles. La plupart des épisodes tournent autour d'Evie abusant de ses pouvoirs (comme arrêter le temps) et causant des problèmes, qu'elle passe le reste de l'épisode à résoudre. Seule sa famille connait l'existence de son père extraterrestre et de ses pouvoirs, et de nombreux épisodes montrent Evie en train de cacher son secret aux autres. Elle communique avec son père grâce à un coquillage et une sorte de gros cristal, qui sont "les précurseurs du portable".

## Distribution
- Donna Pescow (VF : Marion Game) : Donna Garland
- Maureen Flannigan (VF : Virginie Ogouz) : Evie Ethel Garland
- Burt Reynolds (VF : Jean Roche) : Troy Garland (voix uniquement)
- Christina Nigra (VF : Hélène Chanson) : Lindsay Selkirk
- Doug McClure (VF : Pierre Fromont) : Kyle X. Applegate
- Joe Alaskey (VF : Claude Rollet) : Beano Froelich
- Buzz Belmondo (VF : Jean-Pierre Denys) : Buzz
- Steve Burton (VF : Ludovic Baugin) : Chris Fuller
- John Roarke : Phil
- Tom Bosley : Père de Troy et grand-père d'Evie [7],[8]
- Betsy Palmer : Mère de Donna et grand-mère d'Evie [9],[10]

## Saisons

### Saison 1
1. ... (Evie's Thirteenth Birthday)
2. ... (Playing With the Power)
3. ... (The Nightmare)
4. ... (Till Then)
5. ... (Envie, Get Your Basketball)
6. ... (Every Beano Has His Da)
7. ... (Envie and the Young Astronauts)
8. ... (Fifties Mom)
9. ... (Dueling Mayors)
10. ... (Baby Talk)
11. ... (Beano's New Diet Clinic)
12. ... (Uh, Oh... Here Comes Mother)
13. ... (The Anniversary)
14. ... (To Tell the Truth)
15. ... (Pen Pals)
16. ... (Broadway Danny Derek)
17. ... (Mosquito Man: the Motion Picture)
18. ... (The Russians Are Coming)
19. ... (AKA: Dad)
20. ... (The Illness)
21. ... (The Box Is Missing)
22. ... (Box Crazy)
23. ... (The Three Faces of Envie)
24. ... (I've Got a Secret)

### Saison 2
1. ... (Evie’s Birthday Wish)
2. ... (Blast From the Past)
3. ... (Career Crunch)
4. ... (Should Old Acquaintance Be Forgot ?)
5. ... (Evie’s First Kiss)
6. ... (Princess Envie)
7. ... (Old Flame)
8. ... (Guess Who’s Coming to Earth)
9. ... (Go West, Young Mayor)
10. ... (Close Encounters of the Nerd Kind)
11. ... (The Incredible Hunk)
12. ... (Pupil’s Court)
13. ... (Envie's Two Dads)
14. ... (The Secret of Evie’s Success)
15. ... (Honest Envie)
16. ... (Evie Goes to Hollywood)
17. ... (Too Many Envies)
18. ... (Futile Attraction)
19. ... (Beano the Kid)
20. ... (Queens for a Day)
21. ... (The Amazing Envie)
22. ... (Whose House Is It, Anyway ?)
23. ... (Frisky Business)
24. ... (Star Dog)

### Saison 3
1. ... (Evie’s Sweet Sixteen)
2. ... (Cinderella Envie)
3. ... (Bring Me the Head of Donna Garland)
4. ... (A Froggy Day In Marlowe Town)
5. ... (Eviegeist )
6. ... (Evie’s Driver’s License)
7. ... (Envie Goes for the Gold)
8. ... (Hair Today, Gone Tomorrow)
9. ... (Around the World in 80 Minutes)
10. ... (It’s aCruel World)
11. ... (Evie / Stevie)
12. ... (The Rocks That Couldn’t Roll)
13. ... (One in a Million)
14. ... (Four Men and a Baby)
15. ... (Evie’s Double Trouble)
16. ... (The Garden of Envie)
17. ... (Evie’s Magic Touch)
18. ... (Cowboy Kyle, Man of Granite)
19. ... (Evie’s Secret Admirer)
20. ... (Evie’s Yuppie Love)
21. ... (Diamonds Are Evie’s Best Friend)
22. ... (A Kinder, Gentler Mayor)
23. ... (My Mother the Con)
24. ... (Goodbye, Mr. Chris)

### Saison 4
1. ... (New Kid on the Block)
2. ... (My Little Envie)
3. ... (Forget Your Troubles)
4. ... (A Mind Is a Terrible Thing to Read)
5. ... (Envie's Guardian Angel)
6. ... (Best Friends)
7. ... (I Want My Evie TV)
8. ... (Come Fly With Evie)
9. ... (Roomies)
10. ... (Evie’s High Anxiety)
11. ... (Envie's False Alarm)
12. ... (Marlowe Vice)
13. ... (Envie's Latin Touch)
14. ... (My Mom, and Why I Love Her)
15. ... (Heck’s Angels)
16. ... (Would You Buy a Used Car From This Dude)
17. ... (Evie Nightingale)
18. ... (All About Envie)
19. ... (Mayor Envie)
20. ... (Stump Your Neighbor)
21. ... (Envie's Three Promises)
22. ... (Too Late for Evie)
23. ... (Educating Kyle)
24. ... (Evie’s Eighteen)

## Anecdotes
- Dans son générique, Loin de ce monde rappelle les origines d’Evie avec des images de l’espace. Elles sont en réalité empruntées à d’autres séries, à savoir Buck Rogers et Doctor Who.
- À l’origine, le rôle d’Evie devait être tenu par Christina Nigra. Finalement, Maureen Flannigan a été retenue. Les créateurs de la série ont alors imaginé le personnage de Lindsay Selkirk pour l’actrice.
- Si 62 épisodes ont été réalisés par Bob Claver, Scott Baio (Happy Days, Charles s’en charge) en a signé 11.
- Le générique de Loin de ce monde est la chanson « Swinging on a star ». Chanté par Bing Crosby, Frank Sinatra et Julie Andrews, ce classique a fait peau neuve pour l’occasion, avec l’adaptation de certaines paroles.
- Dans la version originale, la voix de Troy, le père extraterrestre que l’on ne voit jamais, est interprétée par Burt Reynolds. En France, il s’agit de celle de Jean Roche.
- Le 24 septembre 1988, Loin de ce monde apparaît en France dans le cadre de l’émission La Une est à vous sur TF1. Elle est soumise aux votes des téléspectateurs dans la catégorie science-fiction.

## Fiche technique
- Créateur : Bob Booker & John Boni
- Réalisateur : Michael Dimich